# Robert L. Rodgers
Robert Lewis Rodgers (* 2. Juni 1875 in El Dorado, Butler County, Kansas; † 9. Mai 1960 in Erie, Pennsylvania) war ein US-amerikanischer Politiker. Zwischen 1939 und 1947 vertrat er den Bundesstaat Pennsylvania im US-Repräsentantenhaus.

## Werdegang
Robert Rodgers wuchs auf einer Farm im Mercer County in Pennsylvania auf. Er besuchte die dortigen Bezirksschulen und das Fredonia Institute. Danach unterrichtete er selbst als Lehrer. Außerdem arbeitete er in der Landwirtschaft. Rodgers nahm auch als Infanterist am Spanisch-Amerikanischen Krieg von 1898 teil. Seit 1914 lebte er in Erie, wo er unter anderem in der Versicherungsbranche und im Immobiliengeschäft tätig wurde. Politisch war er Mitglied der Republikanischen Partei.
Bei den Kongresswahlen des Jahres 1938 wurde Rodgers im 29. Wahlbezirk von Pennsylvania in das US-Repräsentantenhaus in Washington, D.C. gewählt, wo er am 3. Januar 1939 die Nachfolge des Demokraten Charles N. Crosby antrat. Nach drei Wiederwahlen konnte er bis zum 3. Januar 1947 vier Legislaturperioden im Kongress absolvieren. Seit 1945 vertrat er dort den 28. Distrikt seines Staates. Bis 1941 wurden im Kongress die letzten New-Deal-Gesetze der Roosevelt-Regierung verabschiedet, denen Rodgers’ Partei eher ablehnend gegenüberstand. Seit 1941 war auch die Arbeit des Kongresses von den Ereignissen des Zweiten Weltkrieges und dessen Folgen geprägt.
Im Jahr 1946 wurde Robert Rodgers von seiner Partei nicht mehr zur Wiederwahl nominiert. Nach dem Ende seiner Zeit im US-Repräsentantenhaus ist er politisch nicht mehr in Erscheinung getreten. Er starb am 9. Mai 1960 in Erie.